# Leptinotarsa tumamoca
Leptinotarsa tumamoca  (лат.) — вид жуков-листоедов рода Leptinotarsa из семейства Chrysomelidae. Северная Америка: США (Аризона).

## Описание
Мелкого размера жуки-листоеды (длина от 7,3 до 8,1 мм, ширина от 5,2 до 5,8 мм), сходные с колорадским жуком. Каждое жёлтое надкрылье с 5 полными чёрными полосками, идущими от основания к вершине (пятая полоска идёт параллельно латеральному краю надкрылий). Полоски 2, 3 и 4 соединяются у вершины. Тело овальное, выпуклое. Усики 11-члениковые. Максиллярные щупики состоят из 4 сегментов (вершинный членик нижнечелюстных щупиков короче предшествующего). Пронотум шире головы.